# Annon II de Cologne
Pour les articles homonymes, voir Anno.
Annon II (en allemand : Anno), né vers 1010 à Steusslingen en Souabe et mort le 4 décembre 1075 à Cologne, fut archevêque de Cologne de 1056 à sa mort. Lors de l'adolescence du roi Henri IV, il a pris la position de régent du Saint-Empire romain de 1063 à 1065.
Il fut canonisé en 1183 et sa fête est le 4 décembre.

## Biographie
Annon naquit dans une noble (edelfrei) famille souabe ; il est l'oncle de l'évêque Buchard II d'Halberstadt. Tout d'abord, le jeune homme a été formé comme chevalier, mais assez vite il entama sa carrière ecclésiastique. Sur la recommandation d'un proche chanoine, il fut éduqué à l'école cathédrale de Bamberg où il a lui-même enseigné à partir de 1046. En tant que chapelain de la cour, il devint le confesseur de l'empereur Henri III qui le nomma prévôt au palais impérial de Goslar et finalement archevêque de Cologne, successeur de Hermann le Noble, en 1056.

### Le coup d'État de Kaiserswerth

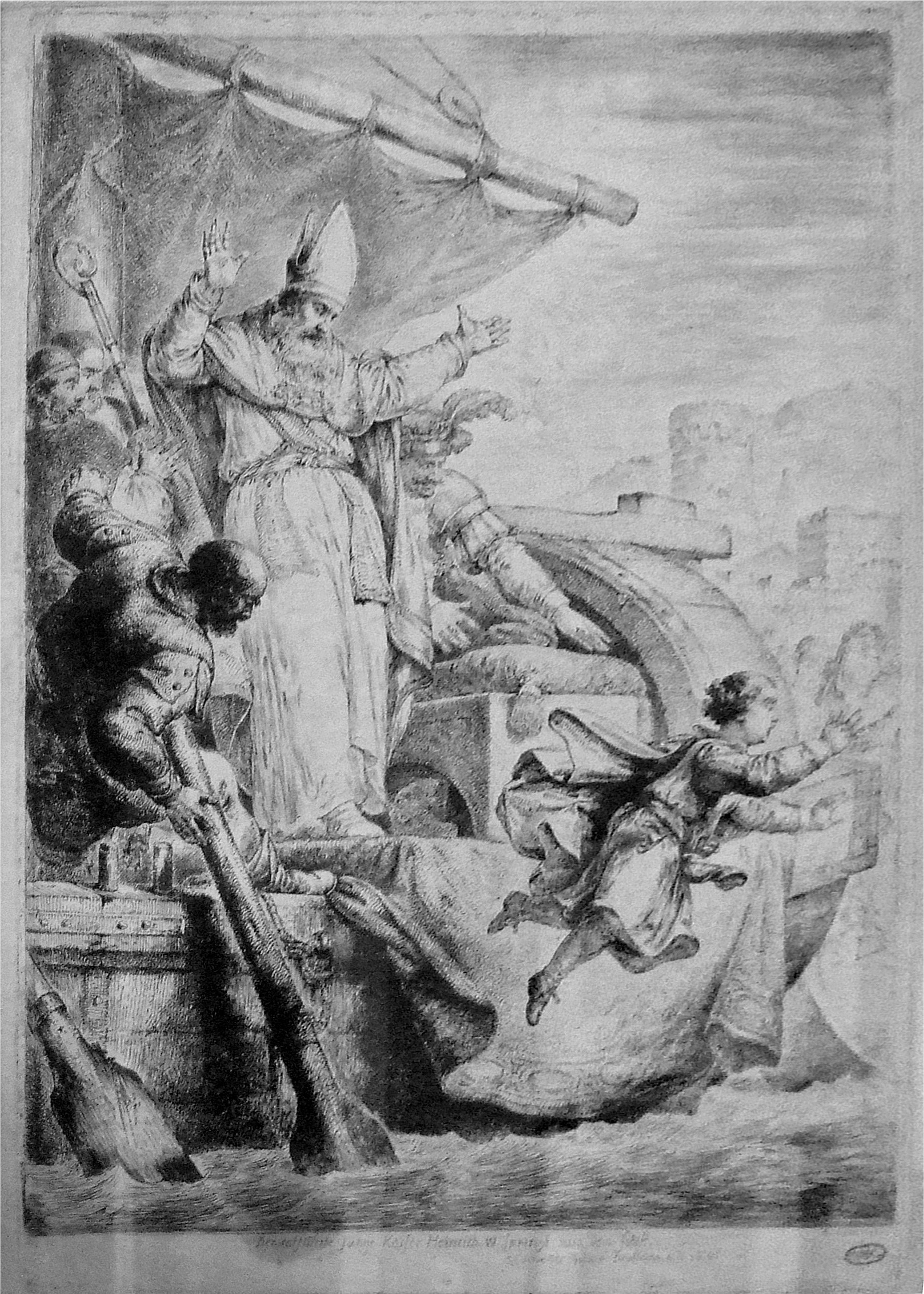
Henri IV sauta par-dessus bord, gravure de Bernhard Rode (1781).

Après le décès de l'empereur, Annon prit au début une part importante au gouvernement de l'Empire pendant la minorité de l'héritier du trône Henri IV ; mais bientôt le mécontentement né des initiatives de la régente Agnès d'Aquitaine pousse plusieurs princes à la conspiration : Annon, qui a pris la tête de ce soulèvement, s'empare du jeune roi en 1062 au palais impérial de Kaiserswerth. Il le cache dans ses bagages avec les insignes impériaux et s'enfuit à bord d'un bateau par le Rhin. Le jeune Henri (il a alors 12 ans) essaie sans succès de s'évader en sautant dans le Rhin. Il restera profondément blessé par le déshonneur qui lui a été fait
. Dans les mois qui suivent, l’empire est administré par Annon en parfait accord avec les ducs et les grands de Germanie. Déchue, Agnès renonce au pouvoir et se retire en 1062 dans un couvent.

### Séjour en Italie
La charge d'archichancelier pour l'Italie (Archicancellarius per Italiam) était à cette époque considérée comme faisant partie de l'apanage de l'archevêché de Cologne, et ce fut sans doute la raison pour laquelle Annon décida d'intervenir dans le règlement de la dispute sur l'autorité du pape en 1064. Il déclara au synode de Mantoue en mai 1064 qu'Alexandre II était le véritable pontife, et il prit toutes les mesures nécessaires pour assurer cette reconnaissance.
Retournant en Allemagne, il découvrit que le pouvoir était tombé aux mains d'Adalbert, l’archevêque de Brême, qui avait su gagner la confiance du jeune roi. Désormais simple précepteur (magister) d'Henri, Annon abandonne la Cour. Le 29 mars 1065, Henri est adoubé et accède ainsi à la majorité. Sa mère retient la vengeance du nouveau roi contre Annon. Adalbert de Brême, qui veut garder son ascendant sur Henri, le retient au nord des Alpes et l'empêche d'intervenir à son tour dans les affaires italiennes de l'empire.

### Fin de règne
Lors de la diète de Tribur de janvier 1066, Annon, aidé de Sigefroi Ier de Mayence, incite les princes germaniques à chasser Adalbert de la cour, mais ne parvient pas à retrouver sa place de conseiller : Henri, qui ne veut plus être la marionnette de son entourage, épouse Berthe de Turin le 13 juillet 1066.
Annon réussit à contrecarrer un soulèvement contre son autorité à Cologne en 1074 (il avait été colporté qu'il s'était allié à Guillaume le Conquérant, roi d'Angleterre, contre l'Empereur). Lavé de ce soupçon, Annon abandonna tout rôle public et mourut le 4 décembre 1075 à l'abbaye de Siegburg où il fut enterré.

### Son action d'évêque

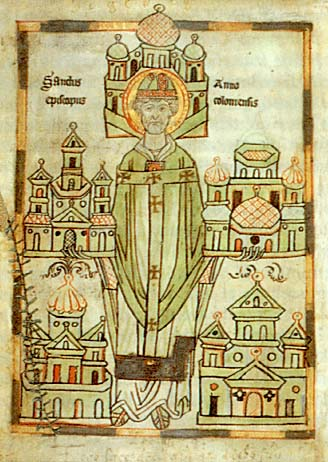
Annon II de Cologne avec les églises et les monastères qu'il a fondés. Darmstadt Anno-Vita, vers 1180, monastère de Siegburg

Il fonda des monastères et abbayes à Siegburg, Grafschaft et Saalfeld et fut un grand bâtisseur. Il était l’avocat du célibat des clercs et de l'introduction d'une discipline stricte dans nombre de monastères. Il fut un homme de grande énergie et très habile ; sa reconnaissance d'Alexandre II eut des conséquences majeures pour Henri IV et pour l'Allemagne.
Il fut canonisé en 1183 par le pape Lucius III.
Sa vie fit l'objet de deux importants ouvrages littéraires, en latin la Vita Annonis, et en moyen haut allemand l'Annolied.